# 卡韦尔纳戈
卡韦尔纳戈（義大利語：Cavernago），是意大利贝加莫省的一个市镇。总面积7平方公里，人口2340人，人口密度334.3人/平方公里（2009年）。国家统计（ISTAT）代码为016066。